# Pierluigi Marzorati
Pierluigi Marzorati (Figino Serenza, 12 settembre 1952) è un ex cestista italiano.
Bandiera storica ed icona della Pallacanestro Cantù, unica società nella quale ha giocato nel corso di una carriera pluridecennale, con la "sua" maglia numero 14 ha condotto la squadra brianzola ai vertici della pallacanestro italiana ed europea, vincendo due scudetti, due Coppe dei Campioni, 4 Coppe Korać, 2 Coppe Intercontinentali e 4 Coppe delle Coppe.
Laureato in ingegneria civile, da cui il soprannome di ingegnere volante per la rapidità dei suoi contropiedi, esercita la professione come progettista di impianti civili e sportivi. Da luglio 2010 ad aprile 2015 è stato presidente del Comitato Regionale Lombardo CONI.

## Carriera

### Club
Formatosi nella squadra dell'oratorio San Michele a Cantù, Marzorati passa a 13 anni nelle giovanili biancoazzurre.
Esordisce con la squadra canturina nel 1969 terminando la carriera il 28 aprile 1991, collezionando 692 presenze in Serie A e segnando 8 659 punti.
Dal 1991 al 1996 è stato vicepresidente della Pallacanestro Cantù.
Nel luglio 2006 ha deciso, a 54 anni, di ritornare in attività per festeggiare i 70 anni della squadra canturina: l'8 ottobre, giocando quasi due minuti della vittoriosa prima di campionato contro i campioni d'Italia in carica della Benetton Treviso (sconfitti 70-69), è diventato il primo giocatore di basket ad aver disputato incontri ufficiali in cinque decenni consecutivi, nonché il più anziano cestista mai sceso in campo in un incontro ufficiale di Serie A.
È l'ottavo giocatore per numero di presenze complessive e il quindicesimo per punti segnati nella storia del campionato italiano di pallacanestro.

### Nazionale
Nel 1969 disputa a Nocera il 1º Campionato Europeo Cadetti (intitolato a Ennio Nociti), torneo juniores vinto dall'Italia, durante il quale viene eletto miglior giocatore insieme a Perena. A 17 anni, durante il servizio militare, disputa alcune partite tra Nazionali militari. Nel 1970 era premiato quale migliore giocatore del Campionato europeo Under-18 disputato in Grecia e dove l'Italia conquistava la medaglia di bronzo, dietro all'Unione Sovietica e ai padroni di casa.
Con la maglia della Nazionale maggiore ha totalizzato 277 presenze (tuttora record imbattuto), segnando 2 222 punti (quarto posto assoluto). Ha partecipato a quattro Olimpiadi: la prima, a vent'anni non ancora compiuti, a Monaco 1972, conclusasi con un quarto posto; quindi Montreal 1976, dove la nazionale si classificò quinta; seguì l'argento di Mosca 1980 e ancora un quinto posto a Los Angeles 1984. Fu tra i protagonisti dell'oro agli europei del 1983.

## Statistiche
Statistiche aggiornate al 19 febbraio 2009
| Stagione        | Squadra              | Competizione    | Partite | Partite | Partite | Statistiche tiro | Statistiche tiro | Statistiche tiro | Altre statistiche | Altre statistiche | Altre statistiche | Altre statistiche | Altre statistiche |
| Stagione        | Squadra              | Competizione    | Pres.   | Titol.  | Minuti  | Tiri da 2        | Tiri da 3        | Liberi           | Rimb.             | Assist            | Rubate            | Stopp.            | Punti             |
| --------------- | -------------------- | --------------- | ------- | ------- | ------- | ---------------- | ---------------- | ---------------- | ----------------- | ----------------- | ----------------- | ----------------- | ----------------- |
| 1969-1970       | Pallacanestro Cantù  | Serie A         |         |         |         |                  | -                |                  |                   |                   |                   |                   |                   |
| 1970-1971       | Forst Cantù          | Serie A         | 21      |         |         | 87/187           | -                | 39/68            | 42                | 44                | 87                |                   | 213               |
| 1971-1972       | Forst Cantù          | Serie A         | 21      |         |         | 144/299          | -                | 54/88            | 68                | 41                | 84                |                   | 342               |
| 1972-1973       | Forst Cantù          | Serie A         | 26      |         |         | 216/461          | -                | 76/112           | 81                | 59                | 59                |                   | 508               |
| 1973-1974       | Forst Cantù          | Serie A         | 26      |         |         | 190/344          | -                | 87/121           | 47                | 89                | 71                |                   | 467               |
| 1974-1975       | Forst Cantù          | Serie A1        | 36      |         |         | 288/491          | -                | 110/159          | 93                | 76                | 117               |                   | 686               |
| 1975-1976       | Forst Cantù          | Serie A1        | 36      |         |         | 329/602          | -                | 138/194          | 99                | 65                | 98                |                   | 796               |
| 1976-1977       | Forst Cantù          | Serie A1        | 30      |         |         | 196/340          | -                | 133/183          | 91                | 86                | 88                | 4                 | 525               |
| 1977-1978       | Gabetti Cantù        | Serie A1        | 33      |         |         | 226/391          | -                | 115/147          | 101               | 52                | 96                | 5                 | 567               |
| 1978-1979       | Gabetti Cantù        | Serie A1        | 27      |         | 978     | 120/211          | -                | 62/103           | 96                | 50                | 57                | 4                 | 302               |
| 1979-1980       | Gabetti Cantù        | Serie A1        | 33      |         | 1131    | 171/326          | -                | 63/130           | 112               | 83                | 64                | 9                 | 405               |
| 1980-1981       | Squibb Cantù         | Serie A1        | 40      |         | 1462    | 227/407          | -                | 90/140           | 148               | 108               | 94                | 8                 | 544               |
| 1981-1982       | Squibb Cantù         | Serie A1        | 30      |         | 1014    | 135/251          | -                | 100/151          | 85                | 60                | 60                | 4                 | 370               |
| 1982-1983       | Ford Cantù           | Serie A1        | 36      |         | 1238    | 161/306          | -                | 62/92            | 110               | 95                | 116               | 8                 | 384               |
| 1983-1984       | Jollycolombani Cantù | Serie A1        | 35      |         | 1162    | 187/350          | -                | 102/141          | 100               | 75                | 73                | 4                 | 476               |
| 1984-1985       | Jollycolombani Cantù | Serie A1        | 35      | 35      | 1256    | 188/351          | 9/22             | 111/162          | 116               | 110               | 106               | 5                 | 514               |
| 1985-1986       | Arexons Cantù        | Serie A1        | 36      | 31      | 1161    | 131/225          | 13/39            | 115/143          | 83                | 90                | 69                | 6                 | 416               |
| 1986-1987       | Arexons Cantù        | Serie A1        | 34      | 33      | 1079    | 94/198           | 5/28             | 49/74            | 82                | 96                | 53                | 3                 | 252               |
| 1987-1988       | Arexons Cantù        | Serie A1        | 31      | 29      | 887     | 60/131           | 16/34            | 42/51            | 56                | 75                | 42                | 1                 | 210               |
| 1988-1989       | Vismara Cantù        | Serie A1        | 31      | 31      | 850     | 52/108           | 44/88            | 40/50            | 79                | 51                | 45                | 4                 | 276               |
| 1989-1990       | Vismara Cantù        | Serie A1        | 35      | 31      | 840     | 67/137           | 22/76            | 37/52            | 64                | 60                | 42                | 1                 | 237               |
| 1990-1991       | Clear Cantù          | Serie A1        | 36      | 35      | 646     | 34/80            | 19/51            | 19/28            | 60                | 45                | 36                | 1                 | 144               |
| 2006-2007       | Tisettanta Cantù     | Serie A         | 1       | 1       | 2       | 0                | 0                | 0                | 0                 | 0                 | 0                 | 0                 | 0                 |
| Totale carriera | Totale carriera      | Totale carriera | 693     |         |         |                  |                  |                  |                   |                   |                   |                   | 8659              |

## Palmarès

### Club

#### Trofei internazionali
- Coppa Intercontinentale: 2

Pall. Cantù: 1975, 1982
- Coppa dei Campioni: 2

Cantù: 1981-82, 1982-83
- Coppa delle Coppe: 4 (record condiviso con Renzo Bariviera, Umberto Cappelletti, Renzo Tombolato)

Pall. Cantù: 1976-77, 1977-78, 1978-79, 1980-81
- Coppa Korać: 4

Cantù: 1973, 1973-74, 1974-75, 1990-91

#### Trofei nazionali
- Campionato italiano: 2

Cantù: 1974-75, 1980-81

### Nazionale

#### Nazionale maggiore
- Europei:

 Francia 1983
 Germania Ovest 1971, Jugoslavia 1975, Germania Ovest 1985
- Olimpiadi:

 Mosca 1980

#### Nazionale giovanile
- FIBA EuroBasket Under 18:

 Grecia 1970

## Riconoscimenti
- Medaglia d'argento al valore atletico (1980)
- Dal 12 settembre 2007 fa parte della FIBA Hall of Fame[4].
- Nel 2008, per il cinquantesimo anniversario delle competizioni europee per club, è stato inserito dall'ULEB nella lista dei 50 personaggi più importanti della storia dell'Eurolega.
- Fa parte dell'Italia Basket Hall of Fame.
- Stella d'argento al merito sportivo (2011)
- Stella d'oro al merito sportivo (2014)
- Nel maggio 2015, una targa a lui dedicata fu inserita nella Walk of Fame dello sport italiano a Roma, riservata agli ex-atleti italiani che si sono distinti in campo internazionale.[7][8]